# Pasikonik śpiewający
Pasikonik śpiewający (Tettigonia cantans) – gatunek owada prostoskrzydłego z rodziny pasikonikowatych (Tettigoniidae). Występuje w Europie i Azji. W Polsce spotykany jest na obszarze całego kraju, na wilgotnych, trawiastych terenach, w tym na torfowiskach. Pospolitszy w górach (z wyjątkiem Tatr, skąd nie został wykazany) i na północy kraju.
Pospolity gatunek, który można spotkać wśród krzewów i wyższych zarośli lub drzew. Stosunkowo często można go spotkać w miastach. Charakterystyczną cechą wyróżniająca go od innych pasikonikowatych są stosunkowo krótkie skrzydła tylko nieznacznie zakrywające koniec odwłoka.
Samce dają bardzo donośne koncerty o dźwiękach przyjemnych dla ludzkiego ucha. Ich śpiew jest bardzo szybki, przedzielony częstymi przerwami.
Pokarm stanowią mniejsze owady i pajęczaki, niekiedy występuje kanibalizm, zwłaszcza wśród samców.